# Liliana Năstase
Liliana Năstase (ur. 1 sierpnia 1962 w Vânju Mare) – rumuńska lekkoatletka specjalizująca się w wielobojach, dwukrotna uczestniczka letnich igrzysk olimpijskich (Barcelona 1992, Atlanta 1996). Sukcesy odnosiła również w krótkich biegach płotkarskich.

## Sukcesy sportowe
- sześciokrotna mistrzyni Rumunii w biegu na 100 metrów przez płotki – 1984, 1989, 1991, 1992, 1995, 1996[1]
- siedmiokrotna mistrzyni Rumunii w siedmioboju – 1984, 1985, 1987, 1988, 1989, 1991, 1996
- halowa mistrzyni Węgier w biegu na 60 metrów przez płotki – 1986[2]

| Rok  | Miasto    | Zawody                    | Konkurencja | Wynik         |
| ---- | --------- | ------------------------- | ----------- | ------------- |
| 1985 | Kobe      | Uniwersjada               | siedmiobój  | srebrny medal |
| 1987 | Zagrzeb   | Uniwersjada               | siedmiobój  | złoty medal   |
| 1987 | Rzym      | Mistrzostwa świata        | siedmiobój  | 5. miejsce    |
| 1991 | Tokio     | Mistrzostwa świata        | siedmiobój  | srebrny medal |
| 1992 | Genua     | Halowe mistrzostwa Europy | pięciobój   | złoty medal   |
| 1992 | Barcelona | Igrzyska olimpijskie      | siedmiobój  | 4. miejsce    |
| 1993 | Toronto   | Halowe mistrzostwa świata | pięciobój   | złoty medal   |
| 1994 | Paryż     | Halowe mistrzostwa Europy | pięciobój   | 4. miejsce    |
| 1995 | Barcelona | Halowe mistrzostwa świata | pięciobój   | 5. miejsce    |
| 1996 | Sztokholm | Halowe mistrzostwa Europy | pięciobój   | 8. miejsce    |
| 2000 | Gandawa   | Halowe mistrzostwa Europy | pięciobój   | 8. miejsce    |

## Rekordy życiowe
- bieg na 60 metrów przez płotki – 8,12 – Bacău 31/01/1993
- bieg na 100 metrów przez płotki – 12,81 – Trydent 08/06/1991
- pięciobój (hala) – 4753 – Bacău 10/02/1993 (rekord Rumunii)
- siedmiobój – 6619 – Barcelona 02/08/1992 (rekord Rumunii)